# Matupá

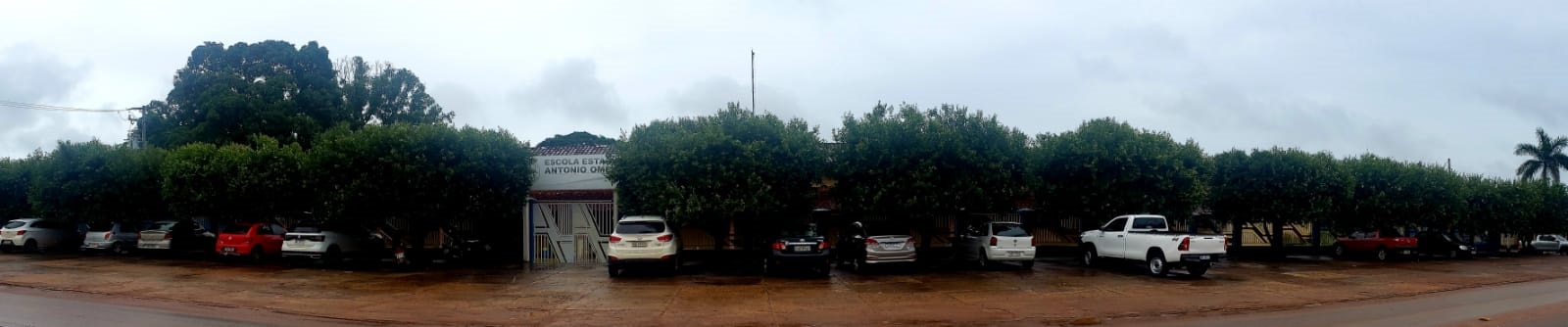
Escola Plena Antonio Ometto

Matupá é um município brasileiro localizado na região norte do estado de Mato Grosso. Localiza-se a uma latitude 10º03'27" sul e a uma longitude 54º55'58" oeste, estando a uma altitude de 280 metros, e tem uma área de 5.237,672 km². Sua população estimada pelo IBGE em 2022 era de 20.091 habitantes.
Matupá origina-se do tupi "matupa"; o termo designa porção de terra com vegetação, que se desprende das barrancas dos rios da bacia do rio Amazonas e desce à deriva da correnteza; o mesmo que terra caída (SB).
A cidade ficou nacionalmente marcada na década de 1990 pelo linchamento que ficou conhecido como "Chacina de Matupá", ou "Massacre de Matupá", no qual três homens, acusados de invadir uma casa com intenção de roubar, foram rendidos  pela polícia e levados até um descampado por um grande grupo de pessoas que os espancaram e  atearam fogo ainda vivos.

## História
A cidade surgiu da abertura da rodovia Cuiabá-Santarém, e a denominação, Matupá, foi dada pela diretoria do Grupo Ometto, empresa que colonizou a vasta região do atual município.
O nome Matupá foi dado pelos empreendedores, que queriam um padrão urbanístico a ser adotado. Uma cidade que sintonizasse com as condições ambientais, integrando-se ao quadro natural em que a floresta e o rio fossem valorizados, e ao mesmo tempo respondesse às nossas tradições urbanas. Assim sendo, na paisagem regional e em sua maciça cobertura vegetal original, assentavam-se núcleos urbanos de apoio e vias de penetração, a partir de vetores constituídos pelas rodovias. A denominação é de origem indígena, cujo significado é floresta à beira d'água.
O município foi criado em 4 de julho de 1988 pela Lei nº5317.  No município, a aproximadamente trinta e cinco quilômetros, localiza-se a comunidade Flor da Serra. Matupá já foi o município sede do polo de um dos 15 CEFAPROS (Centro Formação e Atualização dos Profissionais da Educação Básica) do Mato Grosso que foi transformado em DRE (Diretoria Regioal de Educação) em 2021. O município sediou o projeto CEJA, hoje encerrado, que atendeu alunos de vários municípios vizinhos.
Em Matupá encontra-se também uma das escolas piloto de educação em tempo integral, a escola plena Antonio Ometto. A escola atende alunos  dos Ensinos Fundamental e Médio.

## Geografia
Localização

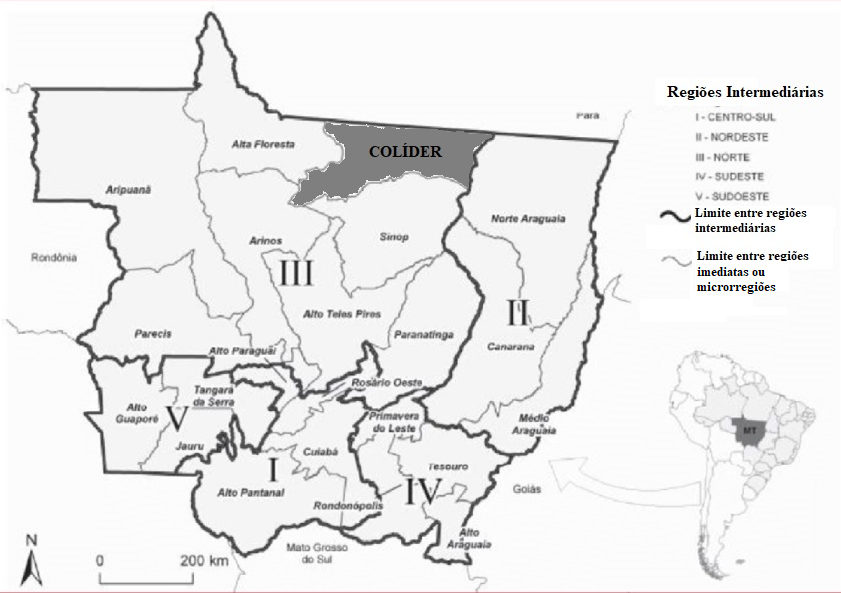
Região imediata de Colíder.

O município de Matupá está localizado na região intermediária Norte do estado de Mato Grosso, na microrregião (região imediata) de Colíder.
Vegetação
O município de Matupá está localizado em uma região de Bioma amazônico, dessa forma a vegetação predominante é a Floresta Equatorial. Porém boa parte da área florestal tem sido substituída  por pastagens e recentemente pela monocultura do soja.
Relevo e Hidrografia
O relevo da região onde se localiza o município de Matupá é composto por chapadões sedimentares e planaltos cristalinos. Quanto a hidrografia a região é banhada por rios que integram a Bacia Amazônica, principalmente afluentes e subafluentes do rioTapajós, como o rio Peixoto,  e do rio Xingu como o rio Iriri.
Clima
O clima predominante na região é  o tropical superúmido. Nesse clima tipicamente amazonico, ou seja, de calor (26 °C em média) e umidade em abundancia, as estações (seca e chuvosa) são bem definidas, o que caracteriza um clima tropical. Mas na última década, devido as queimadas e substituição das florestas por pastagens, ocorreram mudanças, principalmente em relação as precipitações.
Segundo dados do Instituto Nacional de Meteorologia (INMET), desde dezembro de 1986 a menor temperatura registrada em Matupá foi de 7,5 °C em 9 de agosto de 2001 e a maior atingiu 40,2 °C em 26 de setembro de 2011 e 12 de setembro de 2019. O maior acumulado de precipitação em 24 horas foi de 198,4 mm em 25 de novembro de 2013. Outros grandes acumulados iguais ou superiores a 150 mm foram: 177,2 mm em 11 de março de 2006, 168 mm em 15 de março de 2000, 163 mm em 24 de março de 2013 e 158,2 mm em 17 de dezembro de 2010.
| Dados climatológicos para Matupá | Dados climatológicos para Matupá | Dados climatológicos para Matupá | Dados climatológicos para Matupá | Dados climatológicos para Matupá | Dados climatológicos para Matupá | Dados climatológicos para Matupá | Dados climatológicos para Matupá | Dados climatológicos para Matupá | Dados climatológicos para Matupá | Dados climatológicos para Matupá | Dados climatológicos para Matupá | Dados climatológicos para Matupá | Dados climatológicos para Matupá |
| Mês | Jan                              | Fev                              | Mar                              | Abr                              | Mai                              | Jun                              | Jul                              | Ago                              | Set                              | Out                              | Nov                              | Dez                              | Ano                              |
| --- | -------------------------------- | -------------------------------- | -------------------------------- | -------------------------------- | -------------------------------- | -------------------------------- | -------------------------------- | -------------------------------- | -------------------------------- | -------------------------------- | -------------------------------- | -------------------------------- | -------------------------------- |
| Temperatura máxima recorde (°C) | 38,8                             | 37,8                             | 36                               | 36                               | 36,4                             | 37,3                             | 37,6                             | 39,4                             | 40,2                             | 39,3                             | 37,7                             | 38,7                             | 40,2                             |
| Temperatura máxima média (°C) | 31,8                             | 31,4                             | 31,3                             | 32                               | 32,2                             | 33                               | 34,2                             | 35,4                             | 34,7                             | 33,4                             | 32,2                             | 31,2                             | 32,7                             |
| Temperatura média compensada (°C)                                                                                                   | 25                               | 24,9                             | 25                               | 25,4                             | 25,1                             | 24,3                             | 24,3                             | 25,4                             | 26                               | 25,8                             | 25,5                             | 25                               | 25,1                             |
| Temperatura mínima média (°C) | 20,6                             | 20,7                             | 20,6                             | 20,6                             | 19,5                             | 17,4                             | 16,2                             | 17,2                             | 19,6                             | 20,3                             | 20,9                             | 20,8                             | 19,5                             |
| Temperatura mínima recorde (°C) | 15,8                             | 13,6                             | 13,8                             | 14,2                             | 12,5                             | 9,4                              | 8,2                              | 7,5                              | 10,8                             | 10,8                             | 10,8                             | 15,1                             | 7,5                              |
| Precipitação (mm) | 324,6                            | 308                              | 316,6                            | 164,1                            | 36,1                             | 6,6                              | 4,3                              | 15,4                             | 90,9                             | 179,5                            | 215,4                            | 338,8                            | 2 000,3                          |
| Dias com precipitação (≥ 1 mm) | 20                               | 18                               | 17                               | 12                               | 5                                | 1                                | 1                                | 2                                | 7                                | 12                               | 14                               | -                                | -                                |
| Umidade relativa compensada (%) | 88                               | 89                               | 89,4                             | 86,9                             | 82,6                             | 74,7                             | 67,3                             | 61,4                             | 72,5                             | 80,2                             | 84,2                             | 87                               | 80,2                             |
| Insolação (h) | 145,7                            | 110,8                            | 137,9                            | 171,8                            | 227,1                            | 275                              | 289,5                            | 222,5                            | 141,5                            | 182,5                            | 153,6                            | 137,9                            | 2 195,8                          |
| Fonte: Instituto Nacional de Meteorologia (INMET) (normal climatológica de 1981-2010; recordes de temperatura: 14/12/1986-presente) |                                  |                                  |                                  |                                  |                                  |                                  |                                  |                                  |                                  |                                  |                                  |                                  |                                  |

## Demografia
Segundo o Censo do IBGE, em 2010 a população do município era de 14.174 pessoas. Segundo as estatísticas do IBGE, de 2018, a cidade tinha 16.334 habitantes.
Segundo estas estatísticas do IBGE, referentes ao ano de 2022, Matupá tinha 20.091 habitantes. O número de habitantes no município cresceu 41,75% em 12 anos. Consequentemente, o crescimento populacional foi de 3,48% ao ano.

### Religião
Religiões em Matupá (2010)
Religiões em Matupá (2022)

#### Censo de 2010
Segundo o Censo do Instituto Brasileiro de Geografia e Estatística, realizado em 2010: 69,54% da população residente era católica romana, 22,9% era protestante, 6,2% era sem religião, 0,37% espírita, 0,6% de Testemunhas de Jeová e 0,39% restantes eram os membros de todas as demais religiões. O resultado mostra que o número de católicos na cidade foi levemente maior que a média nacional naquele ano que era de 64,6% e o de protestantes foi quase igual a média brasileira de 22,2%.
Dentro dos 22,9% de protestantes na cidade em 2010, 1.092 pessoas (7,7%) da população matupaense era composta por Evangélicos de Missão, dentre os quais os maiores grupos foram: 449 (3,16%) adventistas, 332 (2,34%) batistas, 209 (1,47%) presbiterianos, 89 (0,62%) luteranos e 14 (0,09%) metodistas.
Os pentecostais contaram 2.092 pessoas (14,75%) da população local, dentre os quais destacam-se: as Assembleias de Deus com 1.131 pessoas (7,97%), Congregação Cristã no Brasil com 562 pessoas (3,96%), Igreja do Evangelho Quadrangular com 111 pessoas (0,78%), Igreja Universal do Reino de Deus com 41 pessoas (0,28%), Igreja Evangélica Pentecostal O Brasil Para Cristo com 21 pessoas (0,14%), Igreja Pentecostal Deus é Amor com 19 pessoas (0,13%), e demais grupos pentecostais não nominados pelo censo (que incluem Igreja Mundial do Poder de Deus, Igreja Internacional da Graça de Deus, entre outras) com 207 pessoas (1,46%).

#### Censo de 2022
Na divulgação dos resultados preliminares, do Censo de 2022, o IBGE informou que a população matupaense era composta, no ano da realização do Censo, por: 56,22% de católicos romanos
, 26,9% protestantes, 15,06% sem religião, 0,26% espírita, 0,1% religiões afro-brasileiras e 1,47% de outras religiões.

## Economia
O município de Matupá tem uma localização extremamente favorável para pólos regionais, esta localizada no entroncamento de duas importantes rodovias se posiciona centralmente a vários municípios, sendo eles; Marcelandia, Terra Nova, Nova Guarita, Peixoto de Azevedo, Guarantã do Norte e Novo Mundo. Estes municípios totalizam cerca de 120 mil habitantes.
Encontra-se estrategicamente bem localizado para o escoamento da produção no entroncamento entre a BR-163 e a MT 322 (antiga BR 080), faz com que o município seja visto como um corredor para os estados do Norte e Nordeste. A cidade concentra um pólo frigorífico forte, além de grandes produtores de grãos que movimentam a economia, trazendo consigo mais recursos e a atenção do governo. Mais recentemente, foi dado início nas obras de asfaltamento da MT322, que ligam os Estados de Mato Grosso e Goiás, onde serão investidos inicialmente, R$ 3 milhões em sistema de consórcio envolvendo o Governo do Estado e a Associação MT. Possui um Aeroporto regional e um Centro de Eventos, um grande Centro de Ensino Superior estadual com 15 salas de aula, além  de uma Escola Técnica Estadual com 12 salas de aulas, refeitório, ginásio de esportes coberto, 8 laboratórios, sendo dois de multiúso, auditório para 250 pessoas, teatro de arena onde investidos R$ 5 milhões nas obras, que podem ser vistas do trevo de acesso na entrada da cidade, região onde está localizado o Parque de Exposições que abriga a arena de rodeio. A cidade conta com vários postos de gasolina, hotéis, restaurantes, lojas de informática, farmácias, Lan Houses, bancos, salões de beleza, pet shops, autopeças, carvoarias, cerâmicas, panificadoras, casa lotérica, açougues, mercados, veterinárias, concessionárias de motocicletas e veículos, além de lojas de confecções, calçados e eletrodomésticos. No setor de serviços, a cidade é contemplada com hospitais públicos e privados, postos de saúde, APAE, escolas públicas e privadas, creches, correios, biblioteca pública, fórum, Destacamento de Polícia Militar, Delegacia de Polícia Civil e Conselho Tutelar. No Agronegócio conta com armazéns da Cargill e do Grupo Bom Futuro.
Matupá possui 419 empresas atuantes com média de 2,0 salários mensais. O município é grande produtor agropecuário e faz parte da fronteira agrícola do norte do estado com grande produção de Carnes, Leite e o desenvolvimento da agricultura na produção de grãos.
Pecuaria:
| Bovino - efetivo dos rebanhos            | 244.893 | Cabeças    |
| Bubalino - efetivo dos rebanhos          | 29      | Cabeças    |
| Equino - efetivo dos rebanhos            | 2.823   | Cabeças    |
| Galináceos - total - efetivo de rebanhos | 28.946  | Cabeças    |
| Ovino - efetivo dos rebanhos             | 1.049   | Cabeças    |
| Ovos de galinha - produção - quantidade  | 154     | Mil dúzias |
| Suíno - total - efetivo dos rebanhos     | 2.630   | Cabeças    |
| Vacas ordenhadas - quantidade            | 5.163   | Cabeças    |

Agricultura.
| Abacaxi - Área colhida          | 20     | hectares |
| Banana (cacho) - Área colhida   | 450    | hectares |
| Arroz (em casca) - Área colhida | 9.000  | hectares |
| Café (em grão) - Área colhida   | 6      | hectares |
| Cana-de-açúcar - Área colhida   | 10     | hectares |
| Coco-da-baía - Área colhida     | 25     | hectares |
| Feijão (em grão) - Área colhida | 50     | hectares |
| Mandioca - Área colhida         | 600    | hectares |
| Maracujá - Área colhida         | 10     | hectares |
| Melancia - Área colhida         | 30     | hectares |
| Milho (em grão) - Área colhida  | 15.500 | hectares |
| Soja (em grão) - Área colhida   | 42.100 | hectares |
| Tomate - Área colhida           | 4      | hectares |
| Uva - Área colhida              | 3      | hectares |

## Turismo
Em 1988 havia apenas um córrego, que foi deixado como reserva ambiental, a colonizadora tinha ideia de construir um parque central, mas quando o primeiro prefeito assumiu deixou que os garimpeiros invadissem o centro da cidade para retirada de ouro, após isso foram criados lagos artificiais deixando um deles arborizado e pronto para uso de lazer. Que mais tarde foram desativado, e abandonado.
Porem na administração de Valter Mioto os lagos da cidade foram reabertos com projetos urbanísticos, com pistas de caminhadas, praças, deixando os 4 lagos prontos para Ecoturismo. Hoje Matupá possui o maior Réveillon de Mato Grosso, pela estrutura e pela animação do público que chega a 35 mil pessoas que lotam o Complexo dos Lagos, famílias inteiras confraternizaram. Réveillon tradicional do norte do Mato Grosso. Faz-se uma grande queima de fogos, com fogos sendo disparados de três balsas e também em solo, reservando muitas surpresas ao público presente. Ao todo são 15 Minutos de queima de fogos que ao explodirem iluminando o céu faziam o público gritar de emoção.

## Prefeitos de Matupá
| Ano  | Prefeito                  | Partido | Votos | %      | Ref    |
| ---- | ------------------------- | ------- | ----- | ------ | ------ |
| 1988 | Adário Martins de Almeida |         |       |        |        |
| 1992 | Silval Barbosa            | PTB     |       |        |        |
| 1997 | Sergio Muniz Bernardes    | PSDB    |       |        |        |
| 2000 | Valter Mioto              | PFL     |       |        |        |
| 2004 | Valter Miotto             | PFL     | 4.995 | 69,76  | [ 22 ] |
| 2008 | Fernando Zafonato         | DEM     | 4.009 | 53,24  | [ 23 ] |
| 2012 | Valter Miotto             | PMDB    | 4.861 | 100,00 | [ 24 ] |
| 2016 | Valter Miotto             | PMDB    | 4.401 | 54,31  | [ 25 ] |
| 2020 | Fernando Zafonato         | DEM     | 4.585 | 48,85  | [ 26 ] |
| 2021 | Bruno Mena                | DEM     | 4.460 | 55,58  | [ 27 ] |
| 2024 | Bruno Mena                | UNIÃO   | 8.372 | 80,01  | [ 28 ] |